# Котенки
Котенки (укр. Котенки) — село,
Анновско-Вировский сельский совет,
Белопольский район,
Сумская область,
Украина.
Код КОАТУУ — 5920680302. Население по переписи 2001 года составляло 217 человек.

## Географическое положение
Село Котенки находится на расстоянии в 3,5 км от рек Куяновка и Вир.
На расстоянии в 1,5 км расположены сёла Дудченки, Смоляниковка и Беланы.
Рядом проходит железная дорога, станция Ульяновка.

## Объекты социальной сферы
- Школа І ст.